# مايك كوري
مايك كوري (بالإنجليزية: Mike Corey) هو فنان قتال مختلط أمريكي، ولد في 8 مارس 1984 في أوفالون في الولايات المتحدة.

## وصلات خارجية
- مايك كوري على موقع بيلاتور (الإنجليزية)
- مايك كوري على موقع شيردوغ (الإنجليزية)
- مايك كوري على موقع IMDb (الإنجليزية)
- مايك كوري على موقع IMDb (الإنجليزية)